# J. Bauer
Die J. Bauer GmbH & Co. KG ist eine familiengeführte Dachgesellschaft in der Lebensmittelbranche. Das Unternehmen wurde 1887 unter dem Namen Bauerschweizer-Käsewerk von Franz Seraph Bauer gegründet. Der Sitz befindet sich im oberbayerischen Wasserburg am Inn.
Kern der Gruppe ist die Molkerei in Wasserburg, die unter dem Namen Privatmolkerei Bauer GmbH & Co. KG firmiert (Veterinärkontrollnummern BY 112 und BY 13112). Etwa 500 Angestellte produzieren dort für die Markennamen Bauer und Mövenpick sowie diverse Handelsmarken von Supermärkten.
Die Unternehmensgruppe ist einer der größten Joghurtproduzenten in der Bundesrepublik Deutschland und hat nach eigenen Angaben einen Marktanteil von rund 10 % im Segment Fruchtjoghurt. Bauer exportiert in mehr als 20 europäische und außereuropäische Staaten. 2015 wurden ca. 437 Mio. kg Milch verarbeitet, wobei sich der Anteil der Joghurtproduktion auf rund drei Viertel beläuft.
1948 entstand die Abteilung Bauer Frischdienst, welche 2009 ausgegliedert wurde und seither ein rechtlich eigenständiges Unternehmen ist, die Bauer Frischdienst GmbH.
Im Jahre 2007 übernahm Bauer das in Elsdorf ansässige Unternehmen Heideblume Molkerei Elsdorf-Rotenburg AG.
Zur Gruppe gehören des Weiteren die Immergut GmbH & Co. KG, die Märker Fine Food GmbH und die Frikoni Food GmbH & Co. KG.